# Carache
Carache é uma cidade venezuelana, capital do município de Carache.